# Autobiografie
Despre autobiografii la Wikipedia vezi Wikipedia:Autobiografie.

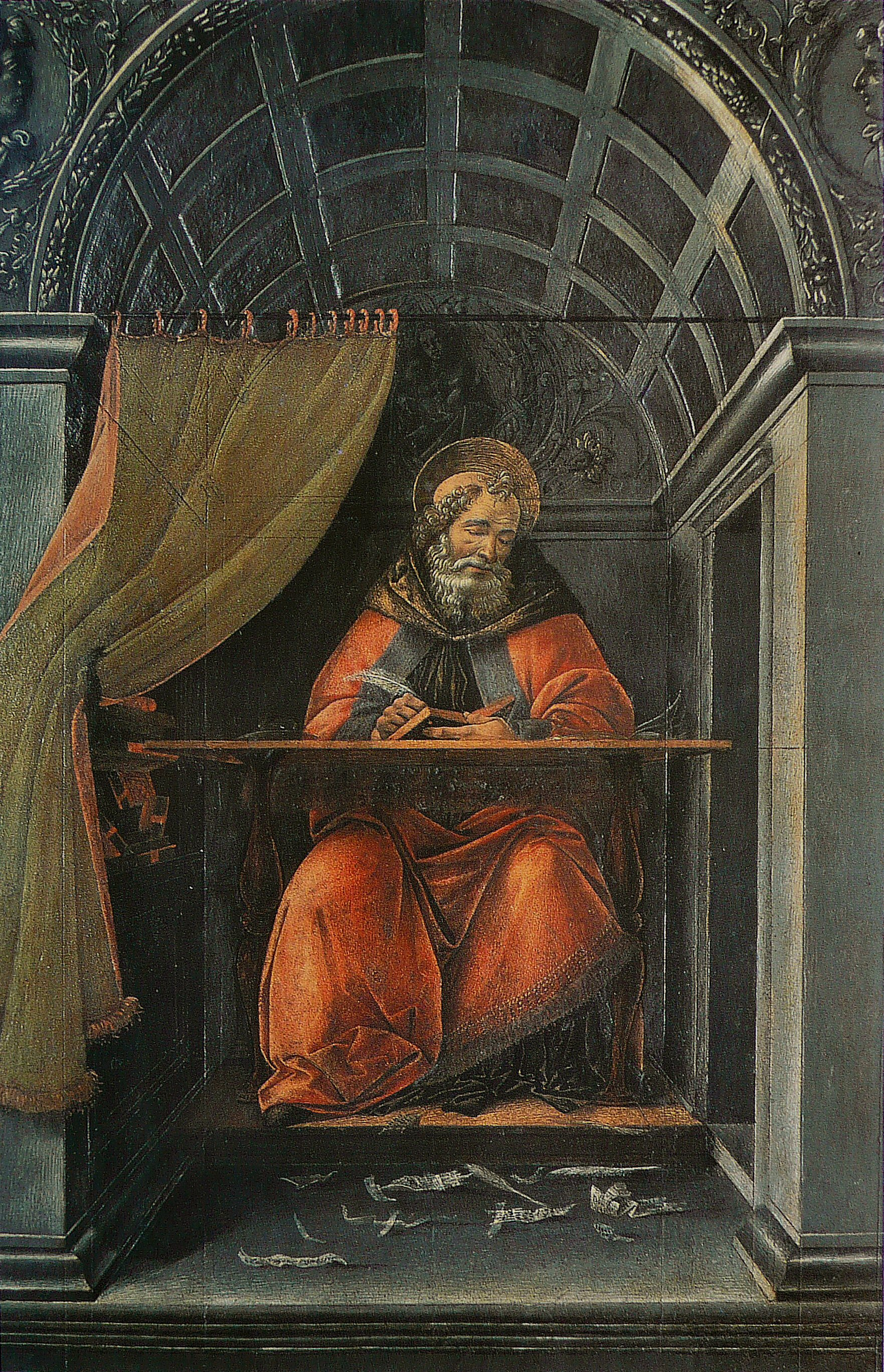
Confesiuni de Augustin de Hipona, considerată prima autobiografie din lumea occidentală (400 d.Hr.).

Autobiografia (provine din limba greacă, fiind format din prefixul auton, auto, bios, viață și graphein, a scrie) e relatare sub forma unei povești, așa cum s-a întâmplat, scrisă și prezentată la persoana întâi. Termenul de "autobiografie", folosit în sens modern, datează doar din secolul al XVIII-lea, dar forma este, desigur, mult mai veche. Autobiografia este o expunere orală sau scrisă a vieții unei persoane făcută de ea însăși. De asemenea, autobiografia se poate referi la o operă literară aparținând genului epic la care autorul își povestește viața.
Dacă biografii folosesc documente și mărturii ale contemporanilor, autobiografii se bazează de multe ori doar pe memoria proprie. În Antichitate o asemenea operă se numea apologia, fiind în mod esențial un soi de justificare dar neavând un caracter introspectiv precum autobiografiile din prezent. Augustin a ales titlul Confesiuni pentru opera sa autobiografică iar Rousseau a ales mai apoi același titlu. Autobiografia lui Benjamin Franklin, prima de acest gen din SUA, a devenit un model pentru celelalte opere de acest gen. Una din cele mai cunoscute autobiografii din lume este Poezie și adevăr a lui Goethe.
Istoria vieții mele de Teodor Vârnav, boier din Moldova, scrisă în anul 1845, este considerată prima operă autobiografică din literatura română.